# Tres dies de Flandes Occidental 2012
Els Tres dies de Flandes Occidental 2012 foren la 66a edició dels Tres dies de Flandes Occidental, una cursa ciclista que es disputa per les carreteres de Flandes Occidental, Bèlgica. La cursa es va disputar entre el 2 i el 4 de març de 2012 i formava part de l'UCI Europa Tour 2012, amb una categoria 2.1.
El vencedor final fou el belga Julien Vermote (Omega Pharma-Quick Step), que s'imposà al neozelandès Jesse Sergent (RadioShack-Nissan-Trek) i al rus Mikhaïl Ignàtiev (Team Katusha), segon i tercer respectivament. En les classificacions secundàries Arnaud Démare (FDJ-BigMat) guanyà la classificació per punts, Baptiste Planckaert (Landbouwkrediet-Euphony) els esprints, Vermote fou el millor jove i el Garmin-Barracuda el millor equip.

## Etapes
| Etapa | Data      | Recorregut                |                           | Km    | Vencedor d'etapa         | Líder de la general      |
| ----- | --------- | ------------------------- | ------------------------- | ----- | ------------------------ | ------------------------ |
| Pr.   | 2 de març | Middelkerke - Middelkerke | Contrarellotge individual | 7,0   | Michał Kwiatkowski (POL) | Michał Kwiatkowski (POL) |
| 1a    | 3 de març | Bruges - Bellegem         | Etapa plana               | 181,0 | Francesco Chicchi (ITA)  | Michał Kwiatkowski (POL) |
| 2a    | 4 de març | Nieuwpoort - Ichtegem     | Etapa plana               | 186,5 | Arnaud Démare (FRA)      | Julien Vermote (BEL)     |

## Classificació final
|    | Ciclista                 | Equip                   | Temps      |
| -- | ------------------------ | ----------------------- | ---------- |
| 1  | Julien Vermote (BEL)     | Omega Pharma-Quick Step | 8h 58' 15" |
| 2  | Jesse Sergent (NZL)      | RadioShack-Nissan       | + 6"       |
| 3  | Mikhaïl Ignàtiev (RUS)   | Team Katusha            | + 9"       |
| 4  | Jack Bauer (NZL)         | Garmin-Barracuda        | + 10"      |
| 5  | Tyler Farrar (USA)       | Garmin-Barracuda        | + 11"      |
| 6  | Matthieu Ladagnous (FRA) | FDJ-BigMat              | + 14"      |
| 7  | Luke Roberts (AUS)       | Team Saxo Bank          | + 14"      |
| 8  | Gediminas Bagdonas (LTU) | An Post-Sean Kelly      | + 17"      |
| 9  | Arnaud Démare (FRA)      | FDJ-BigMat              | + 17"      |
| 10 | Matteo Trentin (ITA)     | Omega Pharma-Quick Step | + 17"      |